# Il circo mangione
Il circo mangione è il primo album in studio del gruppo musicale fiorentino Bandabardò, pubblicato nel 1996 dalla Cockney music, vincitore del Premio Ciampi come miglior disco d'esordio.

## Il disco
La canzone Uomini celesti è una cover di Lucio Battisti e Mogol contenuta in Anima latina. La canzone B.B. è un rifacimento della celebre canzone dedicata a Brigitte Bardot con il testo modificato ad hoc per la Bandabardò. Alla seconda canzone, W Fernandez in coppia con Erriquez canta Piero Pelù.

## Tracce
1. Uomini celesti – 3:42
2. W Fernandez – 3:18
3. Sogni grandiosi – 3:08
4. En cherchant Loulou – 4:03
5. Ho la testa – 4:15
6. L'inquilina del quarto piano – 4:25
7. B.B. – 0:21
8. Café d'hiver – 2:30
9. Finta bionda – 3:49
10. Succederà – 2:50
11. Poésie d'un jour – 3:16
12. Gréta - Scandalo – 3:18
13. Héros – 3:36
14. Aò?! – 2:55
15. B.B. (live) – 1:00

## Formazione

### Gruppo
- Erriquez - voce, chitarra acustica, tastiere, pianoforte, cembalo, shaker, produzione
- Finaz - chitarra solista, cori, produzione
- Don Bachi - basso, contrabbasso, tastiera
- Orla - chitarra acustica, elettrica, tastiere
- Nuto - batteria
- Paolino - percussioni, tastiere, produzione

### Produzione
- Fabrizio Federighi - produzione, arrangiamenti, missaggio e mastering

### Collaborazioni
- Piero Pelù - voce in 2

### Copertina
- Alessandro Capellaro